# Chicago Film Critics Association
Die Chicago Film Critics Association ist eine US-amerikanische Filmkritiker-Vereinigung mit Sitz in Chicago, die seit ihrer Gründung im Jahr 1988 alljährlich die Chicago Film Critics Association Awards verleiht. 2010/2011 besteht die Organisation aus 54 Mitgliedern, die für Print- und Online-Medien sowie den Rundfunk tätig sind.
Anwärter auf eine Mitgliedschaft müssen ihren Wohnsitz in der Region Chicago haben, mindestens sechs Monate als professionell bezahlte Kritiker tätig gewesen sein beziehungsweise diese Arbeit durch einen Produzenten oder Redakteur nachweisen.
Bekannte Mitglieder sind Nick Digilio, Roger Ebert (†), Adam Kempenaar, Nathan Rabin, Dean Richards und Richard Roeper.

## Preiskategorien
| Kategorie                         | Originalbezeichnung        | Verleihungszeitraum    |
| --------------------------------- | -------------------------- | ---------------------- |
| Bester Film                       | Best Picture               | seit 1988              |
| Bester fremdsprachiger Film       | Best Foreign Language Film | seit 1988              |
| Bester Dokumentarfilm             | Best Documentary           | seit 2001              |
| Beste Regie                       | Best Director              | seit 1988              |
| Bestes Drehbuch                   | Best Screenplay            | 1990–2005              |
| Bestes Originaldrehbuch           | Best Original Screenplay   | seit 2006              |
| Bestes adaptiertes Drehbuch       | Best Adapted Screenplay    | seit 2006              |
| Beste Kamera                      | Best Cinematography        | seit 1990 (außer 1994) |
| Beste Filmmusik                   | Best Original Score        | 1990; seit 1993        |
| Bester Animationsfilm             | Best Animated Feature      | seit 2007              |
| Bester Hauptdarsteller            | Best Actor                 | seit 1988              |
| Beste Hauptdarstellerin           | Best Actress               | seit 1988              |
| Bester Nebendarsteller            | Best Supporting Actor      | seit 1988              |
| Beste Nebendarstellerin           | Best Supporting Actress    | seit 1988              |
| Vielversprechendster Darsteller   | Most Promising Actor       | 1988–2000              |
| Vielversprechendste Darstellerin  | Most Promising Actress     | 1988–2000              |
| Vielversprechendster Schauspieler | Most Promising Performer   | seit 2001              |
| Vielversprechendster Filmemacher  | Most Promising Filmmaker   | seit 2001              |
| Bester Schnitt                    | Best Editing               | seit 2012              |